# Tipula leeuweni
Tipula leeuweni är en tvåvingeart som beskrevs av Günther Theischinger 1982. Tipula leeuweni ingår i släktet Tipula och familjen storharkrankar.
Artens utbredningsområde är Syrien. Inga underarter finns listade i Catalogue of Life.